# Josef Wandrasch
Josef Wandrasch (1804 Znojmo – 7. září 1874 Znojmo) byl rakouský politik, v letech 1864–1874 starosta Znojma.

## Životopis
Narodil se ve Znojmě v rodině vinaře Johanna Wandrasche a jeho ženy Anny, rozené Langové. Vystudoval místní gymnázium a v letech 1822–1829 farmacii ve Vídni, pak pracoval až do roku 1837 jako lékárník v Brně. V letech 1838–1849 vedl jednu ze čtyř místních lékáren, lékárnu U Bílého anděla. Od roku 1852 vedl po 14 let Měšťanský špitál a nemocnici ve Znojmě.
Do znojemské politiky vstoupil v roce 1859. O tři roky později se stal radním a v roce 1864 byl zvolen starostou města Znojma. Později byl ještě třikrát znovuzvolen. Byl označován za přítele školy a pokroku. V roce 1866 obdržel rytířský kříž Řádu Františka Josefa. Jako starosta byl přítomen na prvním zasedání Německého občanského spolku (Deutscher Bürgerverein), obdoby českého sdružení Beseda znojemská, 1. srpna 1870. Ke konci života jej ve funkci zastupoval kvůli stáří městský tajemník Johann Fux.
Odmítl kandidovat v moravských zemských volbách v březnu 1867, když ho navrhl místní klan Haaseových. Poslancem tak byl znovu zvolen Michael Grübler.